# Walker Scobell
Walker Scobell (Virginia Beach, 5 de janeiro de 2009) é um ator americano. Ele estrelou os filmes The Adam Project e Secret Headquarters em 2022 e no ano seguinte foi escolhido para interpretar Percy Jackson na série de fantasia da Disney+, Percy Jackson and the Olympians.

## Vida pessoal
Scobell foi criado pela sua mãe Heather Scobell e pelo seu pai Pete Scobell como parte de uma família militar. Tem uma irmã mais velha e um irmão mais novo. Ele morou no Colorado até a família se mudar para Fairview, Pensilvânia, onde os seus pais cresceram.
Na escola primária, frequentou aulas de teatro. Scobell foi para a Fairview Middle School e atuou na produção da escola de Mary Poppins. Pouco depois, participou num oficina de atuação de John D'Aquino, contratou um empresário e assinou contrato com uma agência. Quando não está a viajar ou a filmar, estuda na Fairview High School.

## Carreira
Scobell fez a audição em agosto de 2020 para interpretar a versão mais nova do personagem de Ryan Reynolds no filme da Netflix The Adam Project. A sua personificação de Reynolds rendeu-lhe o seu primeiro papel como ator, apesar das centenas de crianças que fizeram audições. Ele disse aos entrevistadores que assistir o filme Deadpool de Reynolds muitas vezes enquanto crescia contribuiu para  a sua habilidade de o imitar As filmagens começaram em Vancouver em novembro de 2020 e o filme foi lançado em março de 2022. Scobell recebeu elogios pela sua atuação. Conforme dito por um crítico, "A interação de Scobell e Reynolds na tela é perfeita e incrível de testemunhar, já que Scobell retrata uma versão mais nova perfeita de Reynolds e Reynolds retrata uma versão mais velha perfeita de Scobell." Também em 2022, Scobell estrelou ao lado de Owen Wilson em Secret Headquarters. O filme foi lançado no Paramount+ em agosto de 2022.
Poucos meses antes do lançamento de The Adam Project, Scobell fez uma audição para o papel de Percy Jackson na série Percy Jackson and the Olympians do Disney+. O autor da série, Rick Riordan, disse que Scobell "Surpreendeu-nos com a sua audição para o papel de Percy". O resto do elenco foi anunciado publicamente alguns meses depois, em abril de 2022. A série estreou em 20 de dezembro de 2023 e foi renovada para uma segunda e terceira temporada.
Em maio de 2023, Scobell juntou-se ao elenco de Looking Through Water, um drama familiar dirigido por Roberto Sneider. Em abril de 2025, ele também foi anunciado como parte do elenco de The Angry Birds Movie 3, programado para ser lançado em janeiro de 2027.

## Filmografia

### Filmes
| Ano  | Título                  | Papel           | Notas        |
| ---- | ----------------------- | --------------- | ------------ |
| 2022 | The Adam Project        | Adam Reed novo  |              |
| 2022 | Secret Headquarters     | Charlie Kincaid |              |
| 2025 | Looking Through Water   | Kyle            | Pós-produção |
| 2027 | The Angry Birds Movie 3 | ASA (voz)       | Em produção  |

### Televisão
| Ano           | Título                          | Papel         | Notas           |
| ------------- | ------------------------------- | ------------- | --------------- |
| 2023–presente | Percy Jackson and the Olympians | Percy Jackson | Papel principal |

## Prêmios e indicações
| Ano  | Prêmio                 | Categoria                             | Trabalho                        | Resultado | Ref.   |
| ---- | ---------------------- | ------------------------------------- | ------------------------------- | --------- | ------ |
| 2022 | Prêmios MTV Movie & TV | Melhor Dupla                          | The Adam Project                | Indicado  | [ 29 ] |
| 2024 | Kids' Choice Awards    | Ator de televisão favorito (infantil) | Percy Jackson and the Olympians | Venceu    | [ 30 ] |
| 2025 | SCAD TVfest            | Prêmio Estrela em Ascensão            | Percy Jackson and the Olympians | Venceu    | [ 31 ] |